# Dörrmorsbach
Dörrmorsbach ist ein Gemeindeteil der Gemeinde Haibach im unterfränkischen Landkreis Aschaffenburg in Bayern.

## Geographie
Das Pfarrdorf liegt im Naturpark Bayerischer Spessart. Das Dorf ist um die zentral gelegene Kirche St. Laurentius angeordnet. Die Bundesautobahn 3 verläuft 5 km entfernt nordöstlich. Der topographisch höchste Punkt der Dorfgemarkung befindet sich am Meisberg, südöstlich des Ortes mit 395 m ü. NN, der niedrigste liegt am Dörrmorsbach auf 198 m ü. NN.

### Nachbargemarkungen
Folgende Gemarkungen grenzen an das Ortsgebiet von Dörrmorsbach:
| Grünmorsbach |                                             | Straßbessenbach |
| Gailbach     | Kompassrose, die auf Nachbargemeinden zeigt | Oberbessenbach  |
|              |                                             |                 |

## Geschichte
Erstmals wurde Dörrmorsbach am 21. Dezember 1184 in einer Urkunde von Papst Lucius III. erwähnt.
Zu Zeiten des Großherzogtums Frankfurt lag Dörrmorsbach („Dörrenmorsbach“) auf dem Gebiet der Districtsmairie Schweinheim (der früheren Kurmainzischen Amtsvogtei Schweinheim) im Departement Aschaffenburg und zählte bei 17 Feuerstellen 88 Einwohner (Seelen). Maire war Joh. Roth, Adjunct Andreas Stürmer.
Infolge des Pariser Vertrages vom 3. Juni 1814 kam Dörrmorsbach am 26. Juni 1814 mit der Districtsmairie Schweinheim zum Königreich Bayern und wurde mit Verfügung vom 1. Oktober 1814 dem Verwaltungsgebiet des daraus entstandenen Landgerichtes zweiter Klasse Aschaffenburg zugeteilt.
Am 1. Juli 1862 wurde aus dem Landgericht Aschaffenburg das Bezirksamt Aschaffenburg, und 1939 wurde wie überall im Deutschen Reich die Bezeichnung Landkreis eingeführt. Dörrmorsbach war nun eine der 33 Gemeinden im Altkreis Aschaffenburg. Dieser schloss sich am 1. Juli 1972 mit dem Landkreis Alzenau in Unterfranken zum neuen Landkreis Aschaffenburg zusammen.
Am 1. Januar 1978 wurde die bis dahin selbständige Gemeinde in die Gemeinde Haibach eingegliedert.

## Sonstiges
Dörrmorsbach besitzt ein 1999 errichtetes Bürgerhaus mit zwei Sälen für private Feiern und Sitzungen; die Räume im Untergeschoss werden vom Musikverein „Spessartecho“ und der Freiwilligen Feuerwehr genutzt. Weitere Vereine des Ortes sind der Wanderverein „Falke“ und der Freizeitverein „Olympic ’72 Dörrmorsbach“, der auf seinem Gelände Möglichkeiten für Fußball und Basketball und eine Mountain-Bike-Strecke zur Verfügung stellt.
Der Heimat- und Geschichtsverein Haibach – Grünmorsbach – Dörrmorsbach e. V. beschäftigt sich mit der Ortsgeschichte. Das Dorf besitzt außerdem eine Bibliothek.
Jedes Jahr am dritten vollen Wochenende im Juli findet unterhalb des Hohe-Wart-Weges auf Gailbacher Gemarkung das regionale „Dörrmorsbacher Wiesenfest“ statt.
In einem Steinbruch wird Diorit abgebaut.